# Gastrophacodes ventricosus
Gastrophacodes ventricosus is een keversoort uit de familie boktorren (Cerambycidae). De wetenschappelijke naam van de soort is voor het eerst geldig gepubliceerd in 1916 door Lea.